# Commentaries on the Laws of England
Book Commentaries on the Laws of England est un traité portant sur le droit anglais. Écrit par le jurisconsulte britannique William Blackstone, il fut publié pour la première fois entre 1765 et 1769 par la maison d'édition Oxford University Press.
Le traité constitue la principale doctrine servant à la compréhension des normes juridiques qui composent le droit anglais. Son analyse porte principalement sur les jugements rendus par les cours de justice de l'Angleterre et est à la base du développement des systèmes juridiques de common law. Depuis le Moyen Âge, il s'avère le premier traité en son genre qui fut adapté à un lectorat de non-spécialistes. Contrairement au droit romano-germanique développé depuis le droit romain, le droit de l'Angleterre se fondait principalement sur l'application de jugements judiciaires prononcés indépendamment par des autorités locales, plutôt que sur celle de codes et lois édictés par des organisations centrales. Par son caractère décentralisé, le droit anglais nécessitait alors un besoin de cohésion entre les autorités judiciaires. Du coup, l'exposition d'un rationalisme systémique fut la clef de voûte dans le développement d'une influence qui s'opère aujourd'hui dans tous les ressorts de common law.
En tant que référence historique, le traité se divise en quatre volumes portant sur le droit des personnes, le droit de propriété, les fautes civiles et les infractions criminelles.

## Contenu

### Droit des personnes
Le premier volume traite des relations entre individus selon leurs positions dans la hiérarchie sociale anglaise, soit depuis la Couronne d'Angleterre et l'aristocratie jusqu'au bas peuple. De même, y est exposée une analyse des relations populaires entre individus, tels maris et femmes, maîtres et serviteurs, tuteurs et pupilles, etc.

### Droit de propriété
Le droit de propriété constitue le principal sujet de l'ouvrage. Dans ce deuxième volume, le droit réel immobilier en constitue la majeure partie, de par son importance dans le droit féodal anglais. À l'époque de la publication du traité, le droit personnel commençait tout juste à se développer, voire à dominer le droit de propriété portant sur des biens immobiliers. Cependant, le manque de référence objective en la matière ne permettait guère d'y établir une théorie plus large que celle concernant la propriété foncière.

### Fautes civiles
Le troisième volume traite de la responsabilité civile en ce qu'elle existait au XVIIIe siècle ainsi que des procédures judiciaires dans les divers tribunaux. Un aperçu du système parallèle de l'equity propre aux organes juridictionnelles y est de même exposé.

### Infractions criminelles
Dans le dernier volume, l'auteur de l'ouvrage livre une apologie des lois criminelles en Angleterre, malgré les sanctions pénales surnommées collectivement Bloody Code (en français, le Code sanglant) en raison de leur rigueur. Dans cette analyse, le lecteur est exposé au fait que malgré les lois édictées par les autorités législatives, la Couronne et les tribunaux ont un pouvoir de jugement discrétionnaire dans l'application des peines, afin d'assurer l'équité, ou la justice naturelle, pour chacune des parties, en protection contre les convictions personnelles des concitoyens.
C'est également dans ce volume qu'est énoncé le rapport de Blackstone.